# Rodeo estadounidense

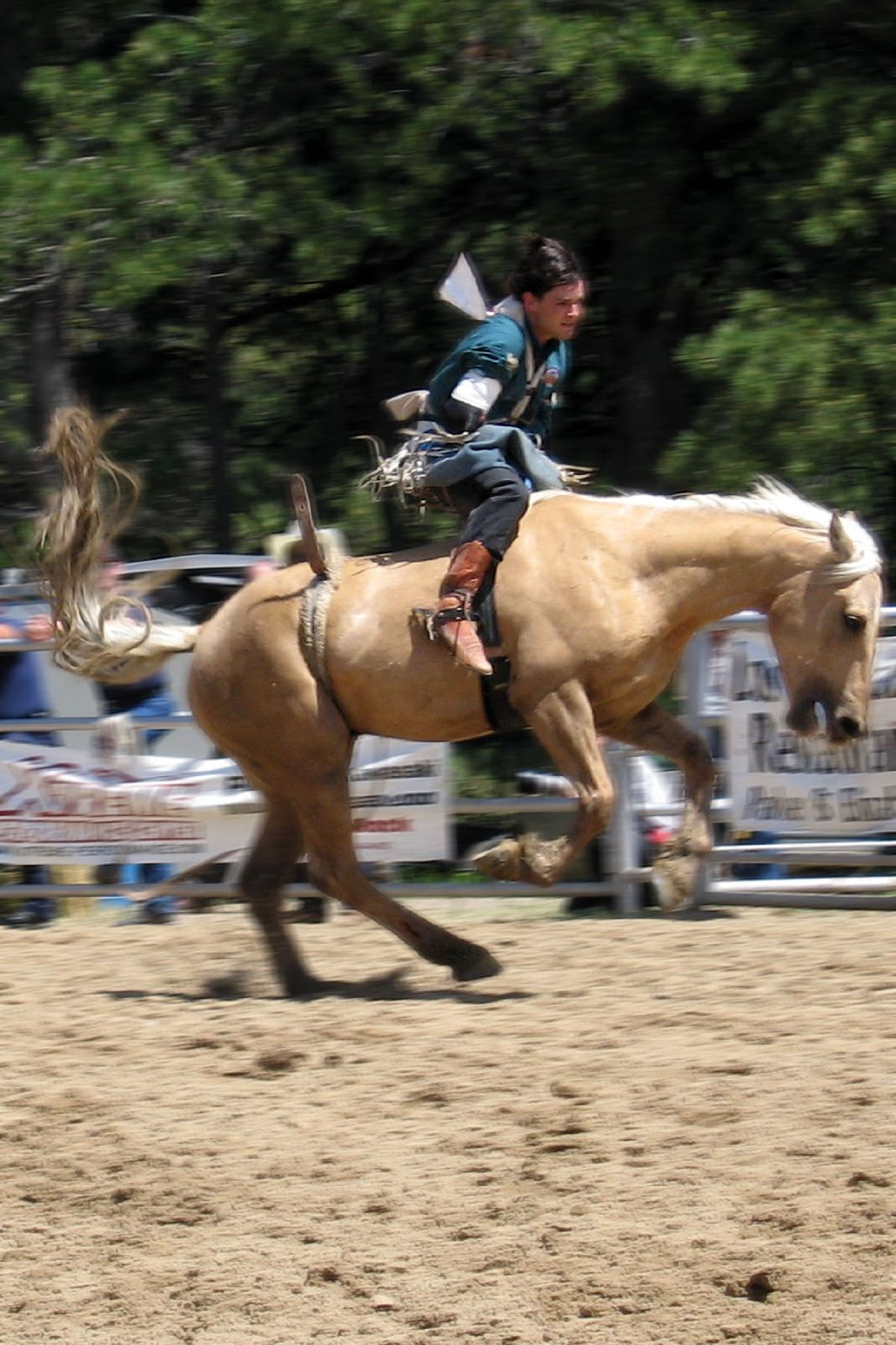
Prueba de Caballo con Pretal, en donde el jinete debe permanecer 8 s sobre el caballo de reparo. En esta imagen, el jinete ya cumplió el tiempo reglamentario y está a punto de desmontar el animal.

El rodeo es un deporte ecuestre tradicional de Estados Unidos, con influencias de la historia de los vaqueros del norte de México y de los charros. Consiste en montar a pelo potros salvajes o reses vacunas bravas (como novillos y toros) y realizar diversos ejercicios, como arrojar el lazo, rejonear, etc., sin matar al animal. El rodeo se practica principalmente en países como Estados Unidos, Canadá, México, Brasil, Australia y Nueva Zelanda. Una forma de rodeo se practica también en la Maremma de Toscana, en Italia,  y en la Camarga de Francia. En el norte de México, el cual dio origen al rodeo de EE. UU. (aunque por influencia de personas México-estadounidenses) también se introdujo el estilo de rodeo estadounidense en todo el país, dándose a conocer con la organización Cuernos Chuecos.
Hoy en día la exposición del rodeo estadounidense más grande del mundo es el Houston Livestock Show and Rodeo en los Estados Unidos.

## Descripción e historia
El rodeo consistía  en  arrear  el  ganado  desde  los  lugares  donde  pacía  hasta conducirlo  y concentrarlo  en  un  punto  determinado al cual también llamaban "rodeo" para  separar  el propio  del  ajeno,  contarlo  y  marcarlo,  así  como  para  acostumbrarlo  a  la  presencia  del hombre  y  evitar  que  se  volviera  demasiado  cimarrón, o sea salvaje.
La primera ordenanza de rodeos fue aprobada e implementada en Nueva España, actual México, el 16 de octubre de 1551, por el virrey Luis de Velasco y Ruiz de Alarcón, solo para el Valle de Toluca, debido a las demandas de los indígenas de aquella región. Ante  la  rápida  multiplicación  del  ganado, los indígenas del Valle de Toluca se vieron afectados y se quejaron ante las autoridades. El  virrey  Luis de Velasco  recibió  la  noticia  de  que  los  cultivos  de  los indígenas de los pueblos  del Valle de Matlatzinco (hoy Valle de Toluca) habían sido  afectados  por  los  ganados y  mandó  que  no  se  tuviera  en  la  estancia  más  animales  de  los  que  se  pudieran  sustentar en  las  tierras  concedidas.  A  su  vez,  ordenó  que  se  tuvieran  vaqueros  suficientes, para  realizar  rodeos  periódicos  y  evitar  que  el  ganado invadiera  los  cultivos, la ordenanza decía:
“Que  los  dueños  de  las  estancias  sean  tenidos  y  obligados  a  tener con  cada  dos  mil  vacas  un  español  estanciero  y  cuatro  negros  o  indios,  los  dos  de  a caballo  y  los  otros  dos  de  a  pie,  para  que  tengan  cuidado  de  recoger  y  rodear  un  día  en cada  semana  el  dicho  ganado  en  la  estancia,  so  pena  de  veinte  pesos  de  oro  por  cada  vez que  no  lo  hicieren  y  hallaren  estar  sin  la  dicha  gente  y  guarda.”
La primera ordenanza nacional de rodeos en Nueva España fue aprobada e implementada por el virrey Martín Enríquez de Almansa el 25 de enero de 1574:
“Que en cada estancia desde el dia de San Juan de Junio hasta mediado el mes de Noviembre de cada un año, en cada una semana, en las partes y lugares que por la dicha Justicia les fuere mandado y señalado, sean obligados a hacer y hagan rodeo de los ganados bacunos y caballares. Y todos los otros de las otras estancias comarcanas á donde conviniere hacer el tal rodeo, sean obligados á salir, y salgan, á le ayudar á hacerle, para que hecho, cada uno saque las reses quede su hierro y señal conociere, y las lleve a su estancia, andando el tal rodeo por orden, entre las dichas estáncias, só pena al que lo contrario hiciere, siendo Español ó Mestizo, de diez pesos de oro comun, aplicados segun Ordenanzas de Mesta y siendo Negro ó Mulato, Morisco, les sean dados cien azotes.”
La primera descripción escrita de lo que era un rodeo, fue hecha por el novohispano Don Juan Suárez de Peralta en su libro “Libro de Albeitería” escrito en la década de 1570 y publicado en 1580. El libro fue el primer libro de veterinaria escrito basándose en las nuevas técnicas de ganadería creadas en América. En el describe como se llevaban a cabo los grandes rodeos de ganado y caballos en lo que hoy en día es San Juan del Río en Querétaro:
“. . . para  tomarlos [los  ganados]  haçen  unos  corrales  falsos  haçia  la  parte  que tienen  huyda  y  juntan  muchos  de  a  caballo  y  desta  suerte  los  toman,  y,  como  he dicho,  pocos  porque  hay  mansos  que  llaman  corraliegos,  mucha  cantidad;  que  hay muchos  que  tienen  a  mas  de  mil yeguas,  y  el  que  menos  le  parece  que  tiene  son quinientas,  duçientas,  y  son  pocas  por  ser  el  ganado  vacuno  tanto  que  hay  hombres que  tienen  çiento  y  cinquenta  mil  vacas,  y  veinte  mil es  poco,  y  muchas  son çimarronas  y  las  mas  son  de  rodeo  que  estan  tan  hechas  a  el  que  por  ellos  se conoçen  cuyas  son.  Y  estos  Rodeos  se  haçen  desta  forma,  que  se  juntan  mas  de treçientos  hombres  de  a  caballo  de  todos  los  señores  de  ganados  para  un  día  que señalan  y  aquella  tierra  que  llaman  Valles  es  muy  llana  y  despoblada  de  pueblos que  tienen  e  que  correr  el  ganado  manso,  especialmente  en  el  Valle  de  San  Juan en los  Chichimecas,  que  son  unos  indios  bravos indómitos que  jamas  se  han  podido conquistar,  y  haçen  muchisimo  daño  así  en  matar  gente  como  en  quemar  las  casas que  alla  [México] llaman  estancias,  donde  se  recojen  los  baqueros  y  tienen  sus  corrales  para acorralar  algun  ganado  y  herrarlo  y  señalarlo.”
El estilo de rodeo más difundido es el estadounidense debido a la influencia de ese país, pero tiene distintas variantes.
La capital del rodeo en México es el estado norteño de Chihuahua, del cual proviene el atuendo del vaquero que después sería adoptado por los estadounidenses.
Se estima que este rodeo es seguido por alrededor de 30 millones de aficionados, quienes asisten a grandes festivales realizados principalmente en el oeste de EE. UU. El rodeo se originó como extensión de las vidas cotidianas de vaqueros estadounidenses; los ganados que calificaban y el montar a caballo y el entrenamiento los caballos bucking jóvenes hicieron una progresión natural a la competición entre los vaqueros.
Los españoles que colonizaron el gran norte de la Nueva España que incluía Texas, Nuevo México, Arizona, California y el norte del actual México, llevaron grandes cabezas de ganado para poblar las vastas llanuras. Teniendo como antecedente la charrería de los llanos de Apan, surgen las suertes y los coleaderos como actividad de trabajo y recreo entre los vaqueros mexicanos y cowboys estadounidenses del Valle del Pecos.
Después de que aquel extenso territorio mexicano pasase a formar parte de los Estados Unidos, muchos inmigrantes ingleses e irlandeses se establecieron en los nuevos territorios incorporándose rápidamente a las actividades vaqueras de los texanos.
El término "rodeo", del mismo vocablo castellano, hace referencia al evento anual en que los vaqueros rodean los ganados para conducirlos al mercado. Comenzó a utilizarse en los Estados Unidos a partir del territorio tomado a México en el siglo XIX. Estos eventos se convirtieron en exposiciones de deporte para los vaqueros y fiestas para las comunidades.
El jaripeo, que dio origen al rodeo y a la fiesta de los charros, data del México de principios del siglo XIX e incluso de la época de la Colonia Española, a partir de faenas que los vaqueros y domadores de caballos realizaban en corrales y ruedos.
El jaripeo como deporte se practica en pueblos y barrios de ciudades provincianas en espacios improvisados en el centro y sur de México a diferencia del rodeo estilo estadounidense (que también es practicado en México, pero sobre todo en el norte del país) y de la charrería.
Cabe mencionar que en Chile tienen como deporte nacional al rodeo chileno; deporte que es practicado por personajes equivalentes a los vaqueros, llamados huasos, pero que es practicado con características distintas a las que presenta el rodeo del norte del continente. En Ecuador, existe el rodeo montuvio, que se practica por los montuvios; campesinos de la costa ecuatoriana.

## Disciplinas del rodeo profesional

### Caballo con pretal
Un jinete que realiza la suerte de caballo con pretal se coloca a la mitad del lomo de un caballo de reparo de 545 kilos, el cual se encuentra saltando y pateando, intenta permanecer sentado sobre el animal por un período de ocho segundos, sin la ayuda de silla, riendas o estribos. Su única asidera son las cuerdas de piel y cuero llamado pretal que se colocan alrededor del caballo. El jinete debe colocar sus espuelas en los hombros del caballo en el primer salto, después debe espolear reglamentariamente al caballo en cada brinco sin tocar al animal o a él mismo. El jinete usa chaparreras de cuero ligeras para lucir su monta. Al concluir la monta, el jinete y caballo son calificados por cuatro jueces que miraron la monta para recibir una puntuación. Cada juez le da entre 1 y 25 puntos al jinete y caballo y se combinan los puntos. Mientras más difícil sea el caballo para montar y más control tenga el jinete durante su monta, más grande será la puntuación. 100 puntos es la puntuación perfecta. El jinete que reciba la puntuación más grande es el vencedor. Si el jinete se cae del caballo antes de llegar a los ocho segundos reglamentarios, no recibe puntuación.

### Achatada de novillo
En esta prueba el vaquero debe intentar derribar a un novillo con un peso aproximado de tres a cinco veces el peso del concursante. Con su "arreador" cabalgando paralelamente al novillo, asegura que corra en línea recta. El vaquero que derribe a su novillo en el tiempo más rápido es el vencedor. Es muy popular en Venezuela donde se le conoce como "toros coleados" o simplemente "coleo".

### Lazo por pareja
El lazo por pareja es el único evento de rodeo donde dos vaqueros concursan como pareja. El "cabecero" laza los cuernos del novillo y cabalga a la izquierda. Entonces el "pialador" empieza a trabajar, lazando las dos patas traseras del novillo. La pareja que logre lazar las dos patas traseras del novillo en menor tiempo es la vencedora.

### Caballo con montura
Esta prueba es la más clásica de un rodeo. Consiste en que un jinete debe permanecer sentado durante ocho segundos sobre un caballo de reparo y dando brincos. El jinete utiliza una silla con estribos y una rienda trenzada de dos metros de largo, y jamás puede tocar al animal o a él mismo. El jinete también usa chaparreras para que se luzca la monta. Durante la prueba, el jinete levanta la rienda e intenta encontrar un ritmo con el animal, espoleando hacia adelante y atrás con los pies. Al concluir la monta, el jinete y caballo son calificados por cuatro jueces. Cada juez le da entre 1 y 25 puntos para el jinete y caballo. Igual al evento de caballo con montura, el jinete es calificado por el control que tuvo durante su monta y el animal es calificado por su dificultad de montar para una posible puntuación de 100 puntos. El jinete con más puntos es el vencedor. Si se cae del caballo antes de los ocho segundos, no recibe puntuación.

### Lazo de becerro
El vaquero debe "atrapar" a su becerro con un lazo, bajarse del caballo y correr hacia el becerro, tirar al animal de 140 kilos al suelo, juntar tres patas del becerro y amarrarlas con una cuerda de dos metros y extender sus manos hacia arriba al terminar su carrera. El competidor que cumpla la disciplina en menor tiempo es el vencedor.

### Carrera de barriles
Las carreras de barrileras muestran la agilidad y velocidad del caballo, así como la habilidad y control del jinete. El caballo y el jinete corren alrededor de uno de los barriles colocados en forma de trébol, iniciando y terminando en la misma línea. Deben realizarlo en el menor tiempo posible, además si se derriba un barril, se aumenta cinco segundos como castigo. El competidor que cumpla la disciplina en el menor tiempo es el vencedor. En esta prueba generalmente participan mujeres.

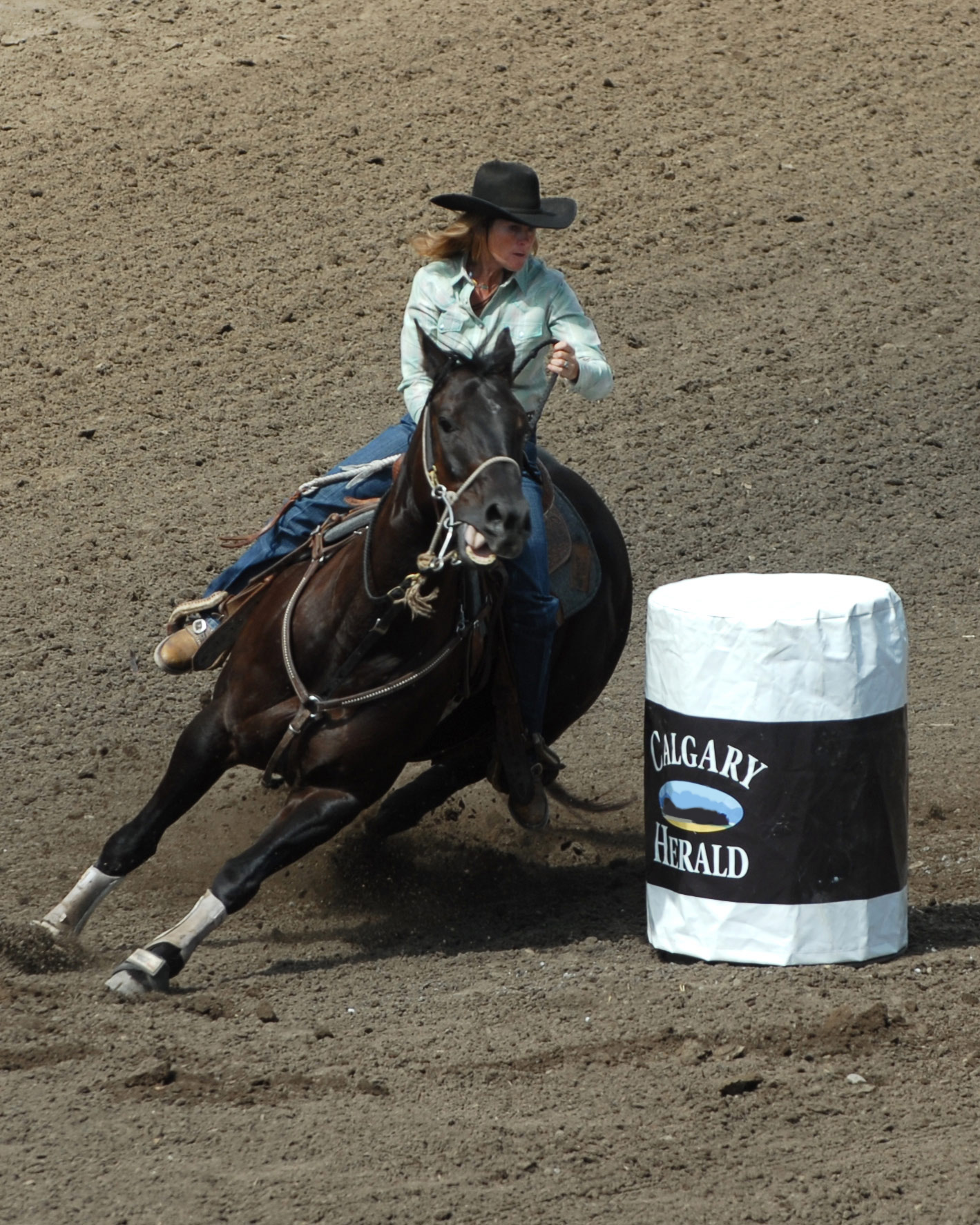
Una amazona en una prueba de barrileras.

### Lazo en falso
Es una variación del lazo de becerro donde se ata a un becerro, pero no se lo arroja ni se lo ata. El cordelero intenta lanzar un lazo alrededor del cuello del becerro. Una vez que el lazo está alrededor del cuello del becerro, el cordelero le indica al caballo que se detenga repentinamente. El lazo está atado al cuerno de la silla de montar con una cuerda. Cuando el becerro golpea el extremo de la lazo, la cuerda se tensa y después se rompe. La ruptura de la cuerda marca el final de la carrera. El competidor que termina la disciplina en el tiempo más corto es el vencedor. Igual a las carreras de barriles, esta disciplina es casi exclusivo de mujeres.

### Jineteo de toro
Esta prueba es muy popular y a la vez es una de las más peligrosas. El jinete entrelaza un pretal alrededor de su guante para ayudarlo a sostenerse en el toro de reparo. Se apoya con una soga de medio centímetro para no lastimar o cortar al animal. Se usan unas chaparreras para lucir la monta. También se usa un guante de cuero para que la soga no le vaya a quemar o lastimar la mano. También se usa un chaleco protector y un casco. Varios jinetes también usan bucales protectores. El chaleco es obligatorio y el casco es opcional si lo usa o monta con su sombrero o texana. El jinete debe permanecer sobre el toro por ocho segundos sin tocar al toro o el mismo. Igual a las disciplinas de caballo con pretal y caballo con montura, al concluir la monta, el jinete y animal son calificados por cuatro jueces que miraron cuanto control tuvo el jinete durante su monta y que difícil era el animal para jinetear. Le dan entre 1 y 25 puntos cada quien al jinete y toro para una posible puntuación de 100 puntos. Aunque no es reglamentario, el jinete puede espolear al toro durante su monta para poder recibir puntos extra. El jinete con la puntuación más grande es el vencedor. Si se cae del toro antes de los ocho segundos, no recibe puntuación. Cuando el jinete se desmonta del toro, los payasos peleadores, también conocidos cómo toreros, intentan distraer al animal para que se salga de la arena y el jinete esté fuera de peligro.
Las reglas requieren que los jueces en las disciplinas de caballo con pretal, caballo con montura, y jineteo de toro sean ex competidores ellos mismos.

## Críticas
Aunque en los rodeos no se mate a los animales, como en una corrida de toros, este deporte es criticado por algunos grupos que defienden los derechos animales.
En la década de 1870 surgieron las primeras protestas contra la crueldad hacia los animales en los rodeos y, a partir de 1930, algunos estados promulgaron leyes que limitaban las actividades de rodeo y otros eventos con animales. En la década de 1950, la entonces Rodeo Cowboys Association (RCA, más tarde PRCA) colaboró con la American Humane Association (AHA) para establecer una normativa que protegiera el bienestar de los animales de rodeo y que fuera aceptable para ambas organizaciones. La PRCA se dio cuenta de que era necesario educar al público sobre el rodeo y el bienestar de los animales para mantener vivo el deporte.
Con el paso de los años, las condiciones de los animales en el rodeo y en muchos otros eventos deportivos mejoraron. Hoy en día, la PRCA y otras organizaciones que sancionan los rodeos tienen normas estrictas sobre el bienestar de los animales. Por ejemplo, estas normas requieren, entre otras cosas, disposiciones para los animales heridos, la presencia de un veterinario en todos los rodeos (un requisito similar existe para otros eventos equinos), correas acolchadas en los flancos, protección de los cuernos para los novillos y espuelas con remos embotados y de giro libre. En general, los competidores de rodeo valoran y cuidan con esmero a los animales con los que trabajan. Los animales también deben ir protegidos con correas forradas de vellón en el caso de los corcoveos y con protectores de cuernos en el caso de los novillos.
Las leyes que rigen el rodeo varían mucho. En el oeste americano, algunos estados incorporan la normativa de la PRCA a sus estatutos como norma para evaluar si se ha producido crueldad con los animales. Por otra parte, algunos eventos y prácticas están restringidos o prohibidos en otros estados, como California, Rhode Island y Ohio.: 268–269   San Petersburgo, Florida es la única localidad de Estados Unidos con una prohibición total del rodeo.: 268–269  Las Sociedades Humanitarias canadienses son cautelosas a la hora de criticar el rodeo canadiense, ya que el evento se ha convertido en algo tan autóctono del oeste de Canadá que las críticas pueden poner en peligro el apoyo a otros objetivos humanitarios de la organización. La propia Calgary Humane Society se muestra cautelosa a la hora de criticar la famosa Estampida de Calgary. A nivel internacional, el rodeo está prohibido en el Reino Unido y los Países Bajos.
Sin embargo, varias organizaciones humanitarias y de defensa de los derechos de los animales tienen declaraciones políticas que se oponen a muchas prácticas de rodeo y, a menudo, a los propios eventos. Algunos afirman también que las normativas son vagas o ineficaces y que se infringen con frecuencia. Otros grupos afirman que cualquier normativa sigue permitiendo que los animales de los rodeos sean sometidos a un daño gratuito en aras del entretenimiento y, por lo tanto, los rodeos deberían prohibirse por completo.
En respuesta a estas preocupaciones, varias ciudades y estados, la mayoría en la mitad oriental de Estados Unidos, han aprobado ordenanzas y leyes que regulan el rodeo. Pittsburgh, Pennsylvania, por ejemplo, prohíbe específicamente las picanas eléctricas o los dispositivos de descarga, las ataduras de alambre y las espuelas o remos afilados o fijos. También anteriormente prohibió el uso de las correas de flancos o de corcoveo. Pittsburgh también exige que agentes humanitarios tengan acceso a todas y cada una de las zonas a las que puedan acceder los animales, en concreto corrales, tolvas y corrales de lesiones. Sin embargo, la prohibición de los eventos de rodeo se ha levantado al menos parcialmente, desde que los Professional Bull Riders (PBR) tuvieron  un evento en Pittsburgh en enero de 2025. Se utiliza una correa de flanco en cada toro que participa en la PBR. Es una cuerda de algodón suave atada relativamente flojamente alrededor de las ancas del toro, que se usa para alentar a un toro de reparo que es genéticamente predispuesto a patear. Un veterinario autorizado está presente en todos los eventos de la PBR. El estado de Rhode Island ha prohibido las ataduras y otras prácticas. Otras localidades tienen ordenanzas y leyes similares.